# Зевелен
Зевелен (фонетично точніше — Зівелен нім. Sevelen SG) — громада  в Швейцарії в кантоні Санкт-Галлен, виборчий округ Верденберг.

## Історія
Вперше згадується в письмових джерелах у 1160 як Sevellins.

## Географія
Громада розташована  на південь від міста Бухс, на кордоні з Ліхтенштейном, на відстані близько 160 км на схід від Берна, 35 км на південь від Санкт-Галлена. 
Зевелен має площу 30,3 км², з яких на 7,7% дозволяється будівництво (житлове та будівництво доріг), 49,5% використовуються в сільськогосподарських цілях, 34,8% зайнято лісами, 7,9% не є продуктивними (річки, льодовики або гори).

## Демографія
2019 року в громаді мешкало 5112 осіб (+11,9% порівняно з 2010 роком), іноземців було 39,7%. Густота населення становила 169 осіб/км².
За віковим діапазоном населення розподілялося таким чином: 21,1% — особи молодші 20 років, 62,6% — особи у віці 20—64 років, 16,3% — особи у віці 65 років та старші. Було 2205 помешкань (у середньому 2,3 особи в помешканні).
Із загальної кількості 2393 працюючих 131 був зайнятий в первинному секторі, 1467 — в обробній промисловості, 795 — в галузі послуг.
На 2000 рік іноземні громадяни включають: 94 чол. із Німеччини, 156 чол. з Італії, 509 чол. із колишньої Югославії, 63 чол. із Австрії, 67 чол. з Туреччини та 180 чол. з інших країн. За даними на 2000 рік 86,1% населення назвали рідною мовою німецьку; 4,3% — албанська і 2,4% — італійська. З урахуванням лише корінних мов Швейцарії (2000 рік) 3661 людина назвали рідною мовою німецьку; 16 осіб — французьку; 100 чоловік — італійську і 23 людини — ретороманську.
Динаміка чисельності населення за роками:
| 1831 | 1850 | 1900 | 1930 | 1950 | 1980 | 1990 |
| ---- | ---- | ---- | ---- | ---- | ---- | ---- |
| 1593 | 1585 | 1821 | 2052 | 2254 | 2839 | 3623 |

## Культура

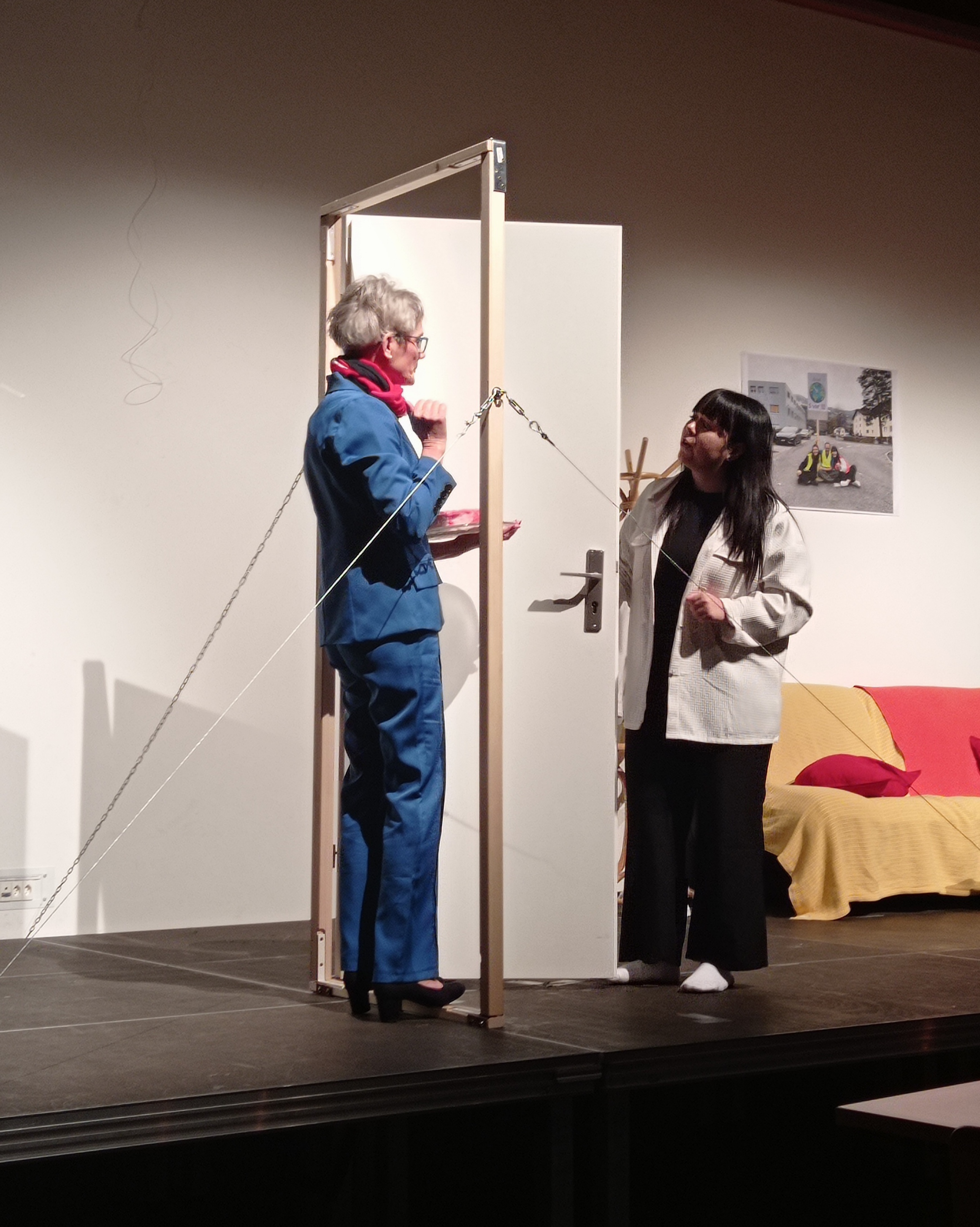
Вистава 2 грудня 2023 року

В євангельській церкві проходять різні культурні заходи — вистави, концерти тощо.

## Гуманітарний центр для українців

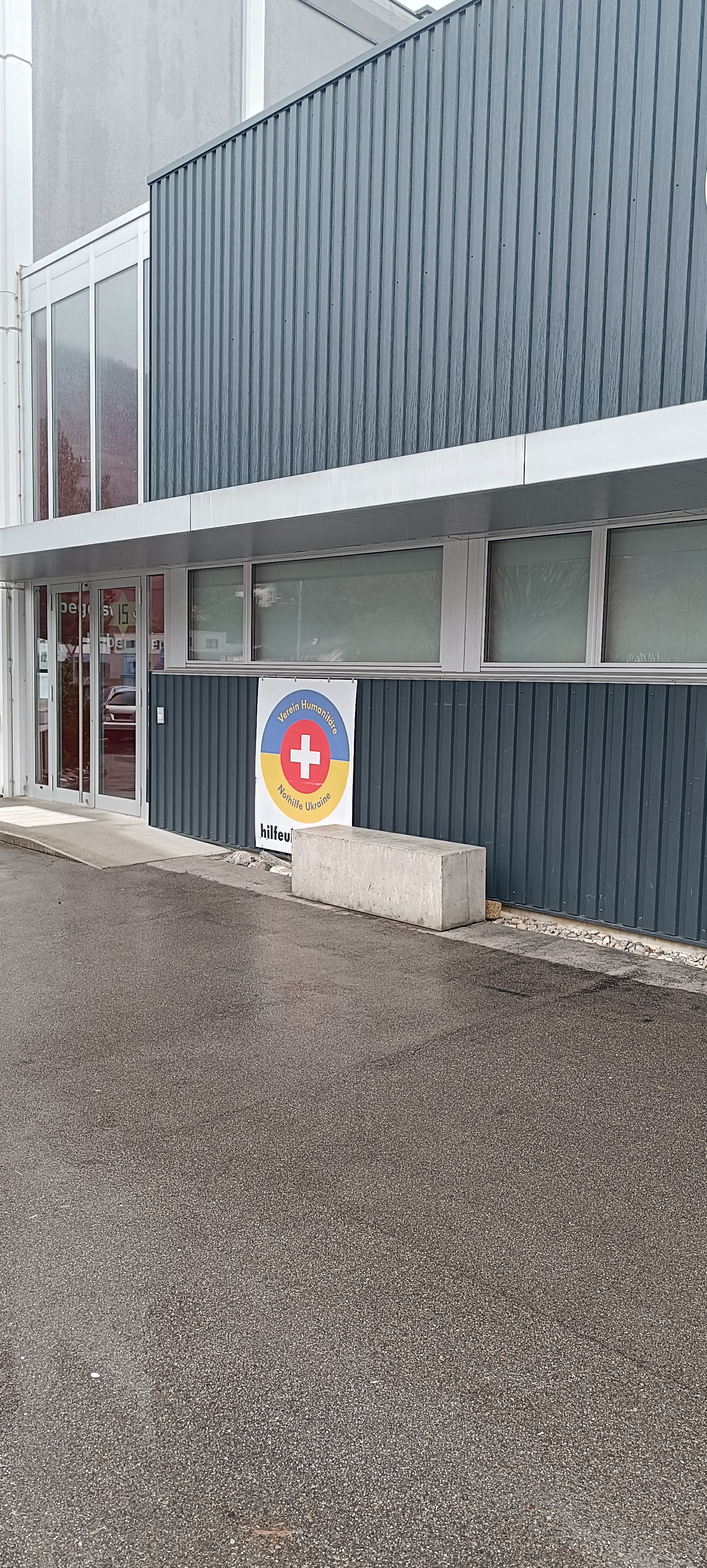
Центр українців у грудні 2023 року

У 2022 році у Севелені почав працювати гуманітарний центр для українців.
Спочатку центр завдяки широкій підтримці звичайних швейцарців відправляв багато допомоги Україні (кілька фур) з одягом, їжею тощо. У 2023 році діяльність центру сконцентрувалася на проведенні курсів німецької мови для українців. Станом на 2023 рік центр змінив місце розташування і знаходиться за адресою Індустріштрасе 1, в приміщенні євангельської церкви.
На початку 2025 року центр припинив свою діяльність.

## Транспорт

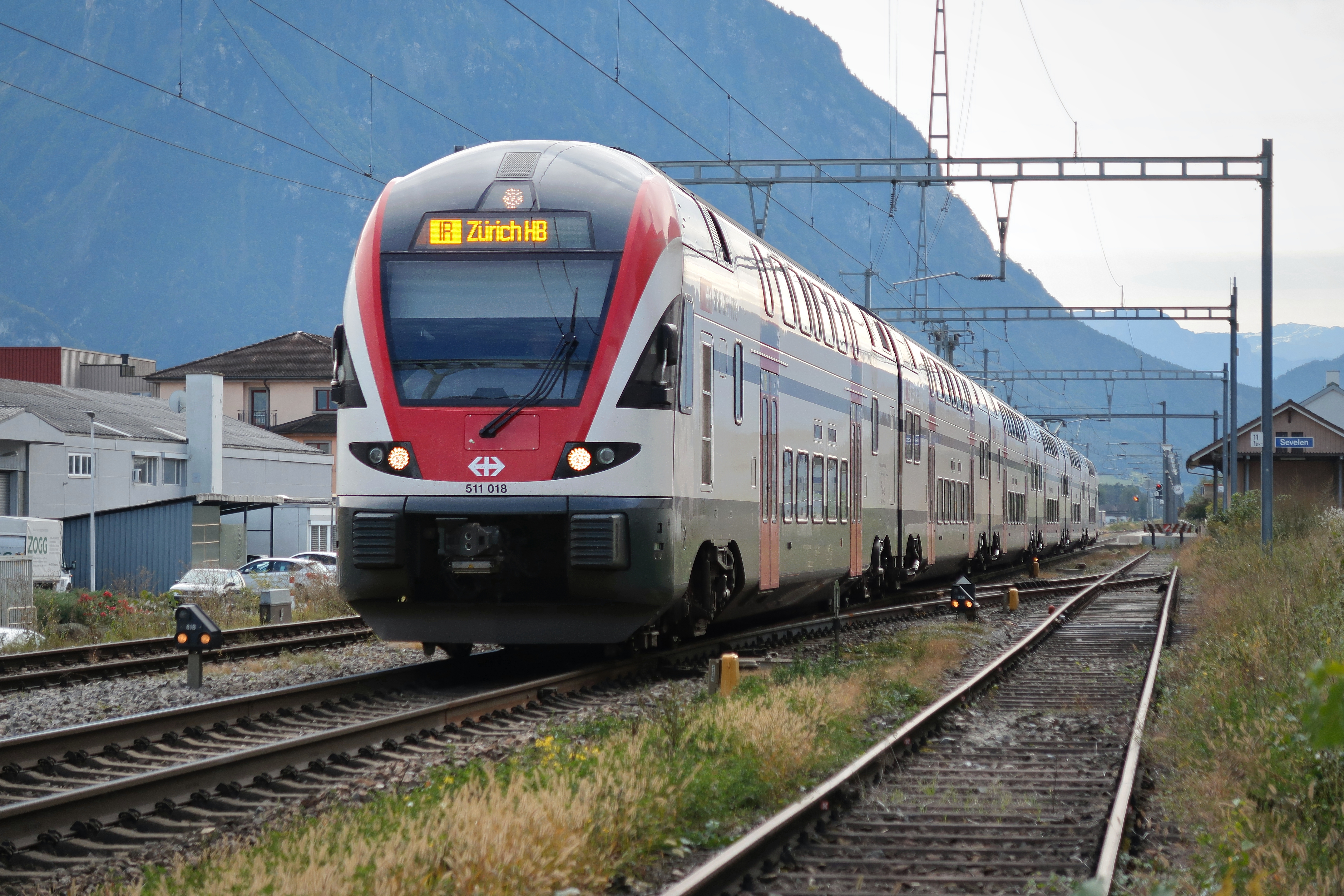
Потяг на Цюрих на залізничній станції
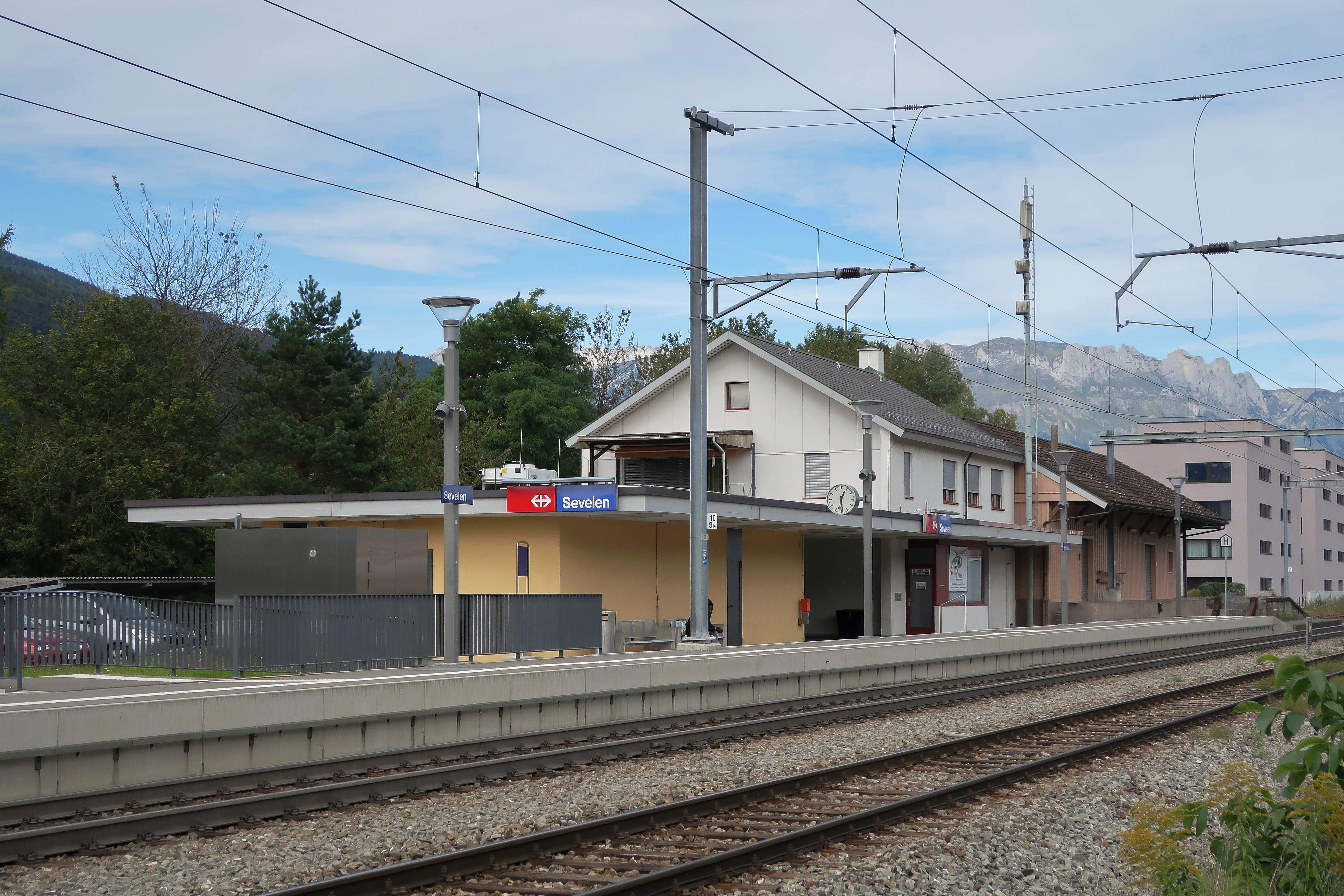
Залізнична станція Зевелен у 2019 році

У містечку є залізнична станція. Також є кілька автобусних маршрутів (400 і 21).

## Пам'ятки

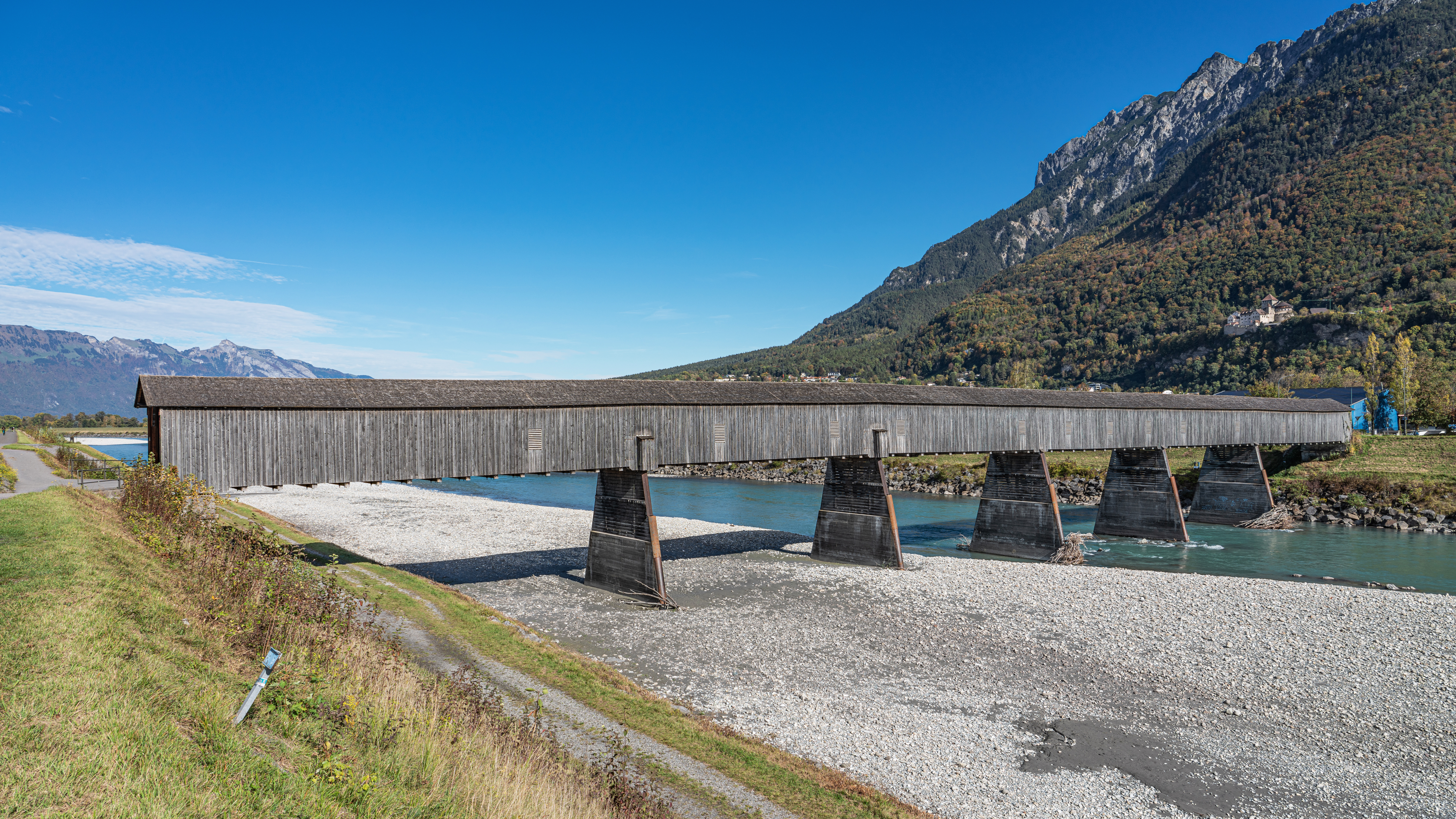
Старий дерев'яний міст із Зевелена до Вадуца (Ліхтенштейн)
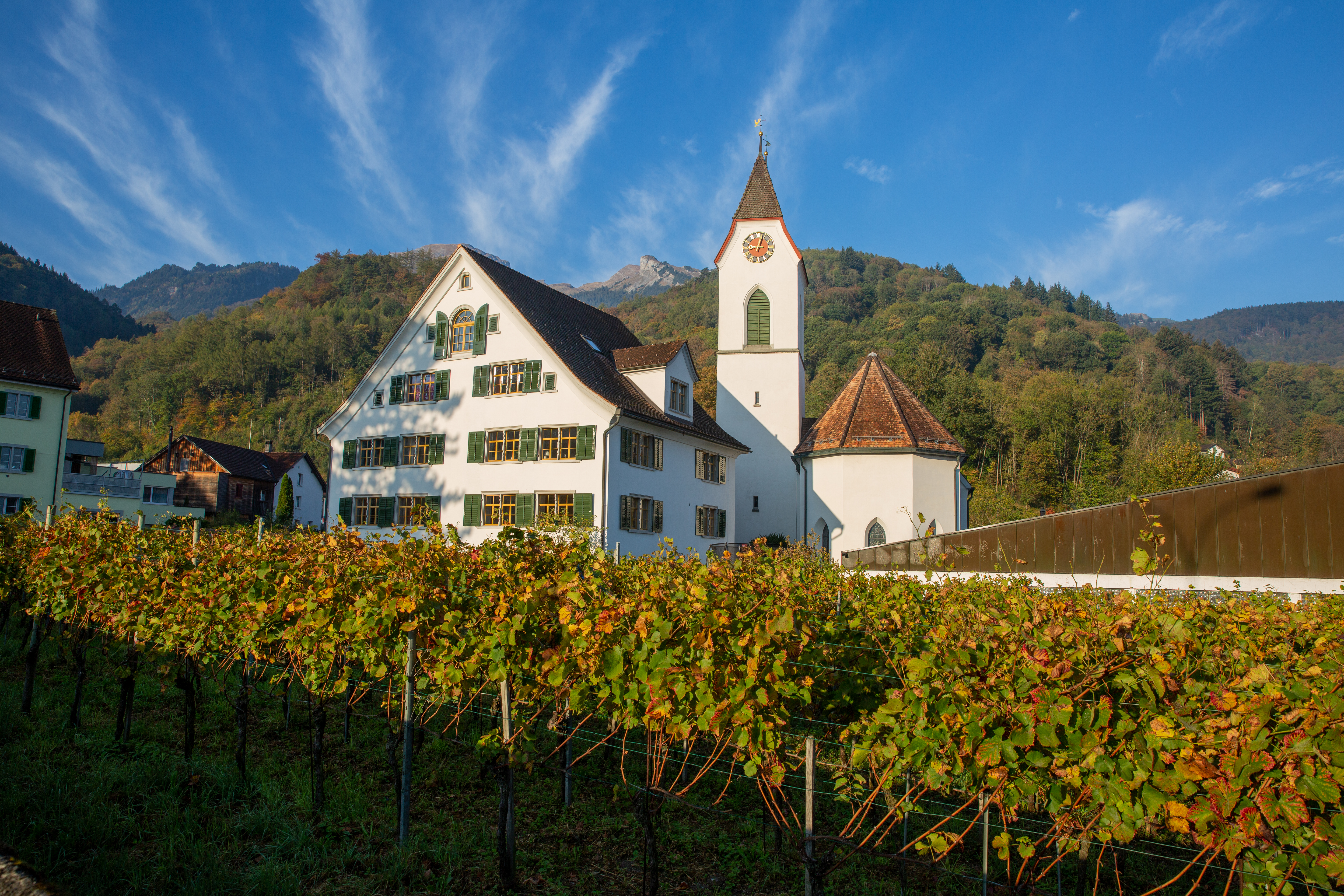
Реформаторська церква
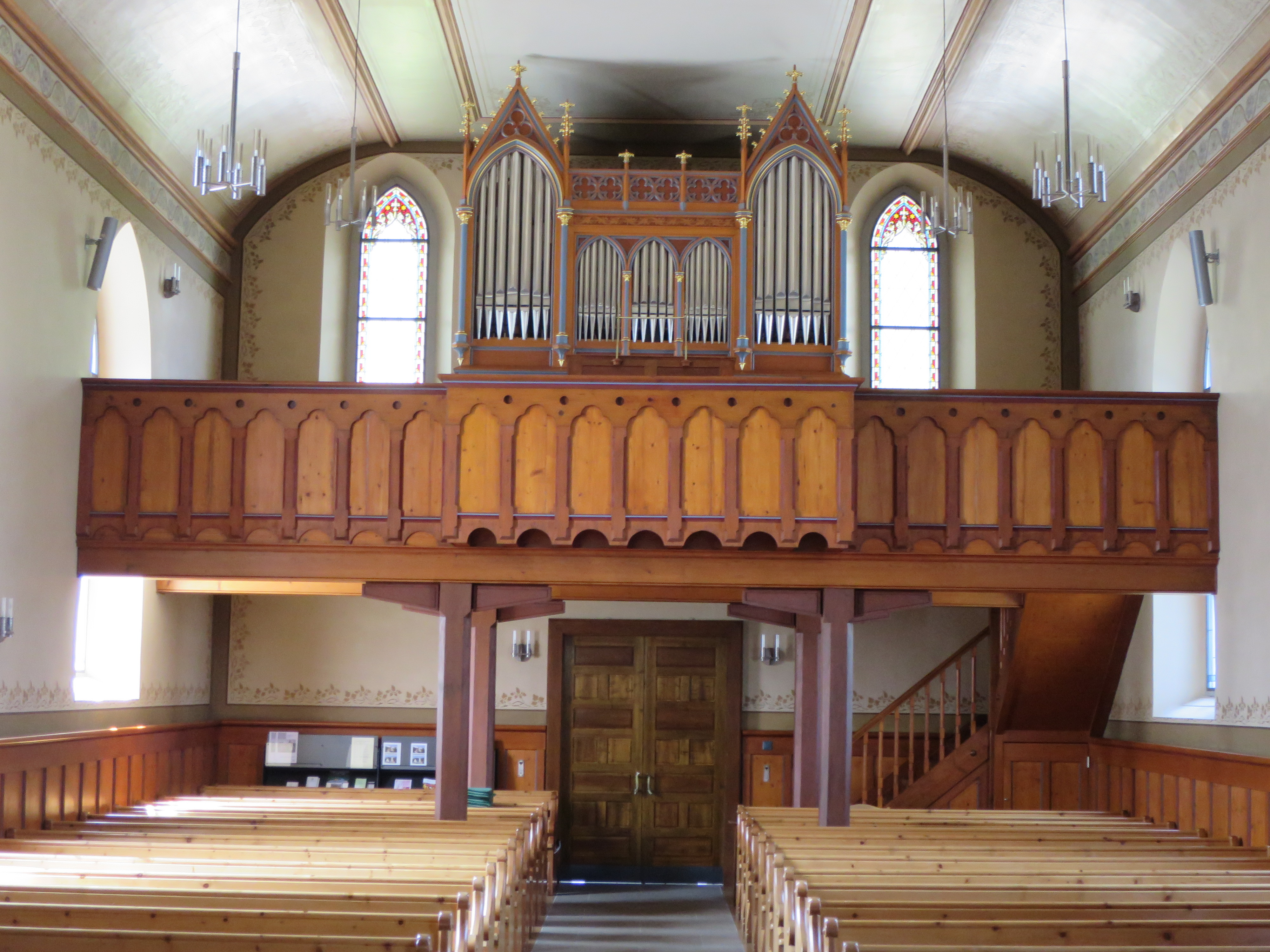
Реформаторська церква, орган